# Articulation crico-thyroïdienne
L'articulation crico-thyroïdienne est une jointure synoviale paire du larynx reliant le cartilage cricoïde et le cartilage thyroïde.
Elle relie la corne inférieure du cartilage thyroïde à la facette articulaire thyroïdienne du cartilage cricoïde homolatérale.
Elle est consolidée sur sa face antérieure par le ligament cérato-cricoïdien (ou ligament crico-thyroïdien antérieur).

## Anatomie fonctionnelle
L'articulation crico-thyroïdienne joue un rôle clé dans l'ajustement de la hauteur de la voix humaine en modifiant la tension des cordes vocales. Cette tension est contrôlée principalement par les muscles crico-thyroïdiens.